# 塔营子塔
塔营子塔位于中国辽宁省阜新市阜新蒙古族自治县塔营子镇塔营子村，是一座辽代砖塔，2013年被列为第七批全国重点文物保护单位。
在塔营子有一座古城遗址，是辽国懿州旧址。塔营子古城址已被列为辽宁省文物保护单位。塔营子塔在古城址中心稍偏西处，为八角十三级密檐式砖塔，高32米。